# Kompoziční prvek mapy
Kompoziční prvek mapy je pojem používaný v kartografii při vytváření či hodnocení mapových kompozic. Společně s dalšími kompozičními prvky je umisťován na mapový list, kde vytváří celkovou kompozici mapy. Některé nesmí chybět na žádné mapě, kromě mapového pole minimálně informace o měřítku mapy a legenda.
Způsob jejich rozmístění je klíčový pro správné, rychlé a intuitivní sdělení prostorových informací. Jejich provedení musí mimo jiné odpovídat použitému médiu pro mapu a tomu, zda jde o mapu tištěnou či například interaktivní mapu na internetu.

## Klasifikace kompozičních prvků
Kompoziční prvky mapy lze klasifikovat na základě jejich významu v mapové kompozici, a to na:
- základní kompoziční prvky
- a nadstavbové kompoziční prvky.

### Základní kompoziční prvek
Základní kompoziční prvek je nezbytný pro každou mapu a až na opodstatněné výjimky by neměl v mapové kompozici chybět. Mezi tyto prvky patří:
- mapové pole,
- název mapy,
- legenda,
- informace o měřítku mapy,
- a tiráž (informace o zdroji dat a použitém souřadnicovém systému).

Někteří autoři pak zahrnují jako esenciální pouze měřítko a legendu. Naopak navíc zařazují ještě informaci o orientaci mapy, pokud by nemusela být uživateli zřejmá, například prostřednictvím směrovky.

#### Mapové pole
Mapové pole je část kompozice, ve které jsou vykresleny kartografické znaky a další kartografické vyjadřovací prostředky. Je tím nejdůležitějším v celé kompozici a mělo by tak být nejdominantnější co do rozsahu i výraznosti. Je vymezeno obvykle obrysem zájmového území, či rámem.

#### Název mapy
Název mapy nese hlavní textovou informaci mapy. Musí obsahovat věcné, prostorové a časové vymezení mapovaného tématu. Časové vymezení není třeba uvádět u časově relativně stálých témat, například u geologických mapy či map světových jazyků. Prostorové, případně i časové vymezení, není dále nutné uvádět u jednotlivých map uspořádaných v atlasech s jednotným prostorovým nebo časovým určením.
Pokud je mapa součástí publikace, například bakalářské práce, knihy či zprávy, název mapy se běžně uvádí pouze jako popisek obrázku.

#### Legenda

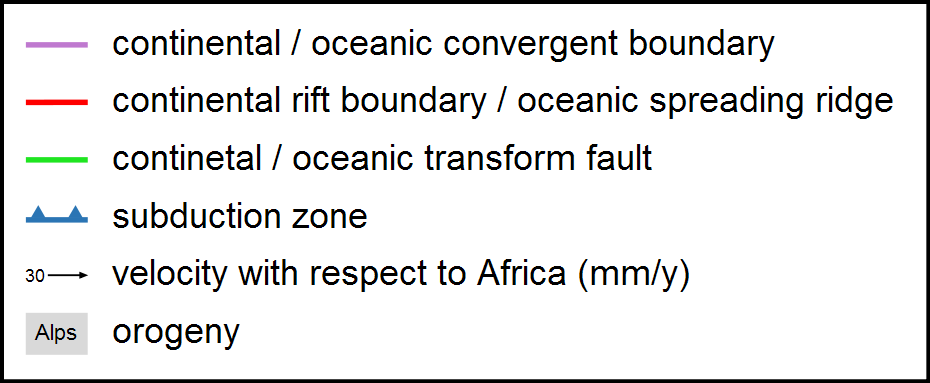
Legenda k mapě tektonických desk

Legenda mapy slouží čtenáři mapy pro vysvětlení kartografických vyjadřovacích prostředků použitých v mapovém poli. Její sestavení se řídí řadou zásad, prostředky v mapovém poli a legendy například musí vždy vypadat naprosto stejně.

#### Informace o měřítku mapy

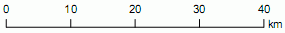
Jednoduché grafické měřítko

Měřítko mapy jako kompoziční prvek vyjadřuje informaci o tom, jaké měřítko bylo použito při konstrukci mapy kartografem. Uživateli dává informaci o poměru vzdálenosti na zobrazovaném médiu a zobrazovací ploše (nikoliv ve skutečnosti, takové tvrzení by bylo zjednodušené a nepřesné). Obvykle se v mapových kompozicích objevuje v grafické či číselné formě, výjimečně ve formě slovní.

#### Tiráž
Tiráž je soubor klíčových metadat mapy. Mimo informací o autorovi či vydavatelovi mapy, roku a místu vydání, by měla obsahovat údaje o použitém kartografickém zobrazení a použitých zdrojích dat.

### Nadstavbový kompoziční prvek

Anglická směrovka s indikací severu (N)

Nadstavbový kompoziční prvek je doplňující informační prvek v mapové kompozici. Patří mezi ně například následující grafické a textové marginálie:
- směrovka,
- tabulky,
- loga,
- grafy,
- vedlejší mapy,
- doplňující obrázky,
- textová pole
- či reklamy.